# Shaun Cody
Shaun Michael Cody (Whittier, 22 gennaio 1983) è un giocatore di football americano statunitense che gioca nel ruolo di nose tackle per gli Houston Texans della National Football League (NFL). Fu scelto nel corso del secondo giro (37º assoluto) del Draft NFL 2005 dai Detroit Lions. Al college ha giocato a football alla University of Southern California dove vinse due titoli nazionali e fu premiato come All-American.

## Carriera professionistica

### Detroit Lions
Cody fu scelto nel corso del secondo giro del Draft 2005 dai Detroit Lions. Giocò quattro stagioni con i Lions, facendo registrare 91 tackle, 1,5 sack, un fumble forzato e un intercetto in 53 partite, prima di diventare un free agent dopo la stagione 2008.

### Houston Texans
Il 23 marzo 2009, Cody firmò un contratto per passare agli Houston Texans. Nella prima stagione nel Texas Shaun giocò 14 partite, tutte come titolare tranne una, mettendo a referto 21 tackle. Nelle due stagioni successive giocò tutte le 16 gare stagionali come titolare, con un primato personale di 38 tackle nel 2010.

## Vittorie e premi
Nessuno

## Statistiche
| Partite totali             | 102 |
| Partite totali da titolare | 59  |
| Tackle totali              | 178 |
| Sack fatti                 | 3,0 |
| Intercetti fatti           | 1   |
| Fumble forzati             | 1   |